# Ortronics

Ortronics est un groupe industriel américain historiquement implanté à New London dans le Connecticut, et un des leaders mondiaux du câblage VDI dans trente-cinq pays dans le monde.

## Historique
En 1966 Maurice « Mo » Orlando fonde la société à Norwich dans le Connecticut pour fabriquer des connecteurs en cuivre. IBM est le premier client.

En 1968, Bell operating company demande à Ortronics de fabriquer son câblage.

En 1983, Ortronics devient sous-traitant d'AT&T.

En 1985, création du premier panneau de brassage au monde pour le twisted pair (paire torsadée). Ortronics lance sa gamme en fibre optique.

En 1996, le siège Pacifique-Asie est ouvert à Kuala Lampur, Malaisie. Le siège Amérique du Sud est déplacé à Costa Rica. Ortronics devient ISO9001.

En 1996, rachat par le groupe Legrand. Ortronics renforce sa présence dans les pays d'Asie, d'Europe et du Moyen-Orient.

En 2000, création par Berk-Tek (société du groupe Nexans) et Ortronics de NetClear, alliance technologique et commerciale globale pour le marché nord-américain.

En 2002, première société à commercialiser les composants de câblage Clarity6 conformes à la Catégorie 6 et agréés par un laboratoire indépendant. Clarity6, de Catégorie 6 offre une garantie de 3 dB au-delà des normes.

En 2003, Ortronics forme un partenariat avec iTRACS pour devenir un acteur majeur dans le domaine du brassage intelligent.

En 2004, NetClear annonce les solutions XG LANTM 10 Gigabits pour répondre aux exigences des réseaux avancés.

En 2008, Ortronics annonce lors de la conférence BICSI 2008 la sortie du Mighty Mo 10, dernière armoire de câblage structuré haute densité pour le marché VoIP et les data centers, construite en partenariat avec Cisco Systems.

## Liens
- Site Ortronics
- Site Ortronics EMEA
- Site officiel d'Ortronics France
- Historique d'Ortronics